# Tattoos on This Town
«Tattoos on This Town» — песня американского кантри-певца Джейсона Алдина, вышедшая 5 сентября 2011 года в качестве 4-го сингла с его четвёртого студийного альбома My Kinda Party (2010). Песню написали Michael Dulaney, Wendell Mobley и Neil Thrasher, продюсером был Майкл Кнокс. Сингл достиг второго места в кантри-чарте Hot Country Songs (и оставался там шесть недель).
Песня была сертифицирована в платиновом статусе RIAA и получила положительные и умеренные отзывы музыкальной критики и интернет-изданий, также была номинация в категории «Choice Country Song» на премию Teen Choice Awards и она выиграла музыкальную премию CMT Music Awards (в категории CMT Performance of the Year).

## Чарты
| Чарт (2011-12)                      | Высшая позиция |
| ----------------------------------- | -------------- |
| США (Billboard Hot Country Songs)   | 2              |
| США (Billboard Hot 100)             | 38             |
| Канада (Billboard Canadian Hot 100) | 59             |

## Итоговые годовые чарты
| Чарт (2012)                  | Позиция |
| ---------------------------- | ------- |
| US Country Songs (Billboard) | 49      |

## Сертификации
| Регион | Сертификация | Продажи   |
| --- | ------------ | --------- |
| США (RIAA) | Платиновый   | 1 000 000 |
| * Данные о продажах приведены только на основе сертификации. ^ Данные о тиражах приведены только на основе сертификации. |              |           |